# Roucy
Ne doit pas être confondu avec la commune de Roupy dans le même département.
Pour l’article ayant un titre homophone, voir Roussi.
Roucy est une commune française située dans le département de l'Aisne, en région Hauts-de-France.

## Géographie
- 1Carte dynamique
- 2Carte OpenStreetMap
- 3Carte topographique
- 4Carte avec les communes environnantes

### Hydrographie

#### Réseau hydrographique
La commune est située dans le bassin Seine-Normandie. Elle est drainée par le Bouffignereux, le cours d'eau 01 des Ponceaux, le cours d'eau 01 du Moulin Arson et l'Ecrevissière,,.

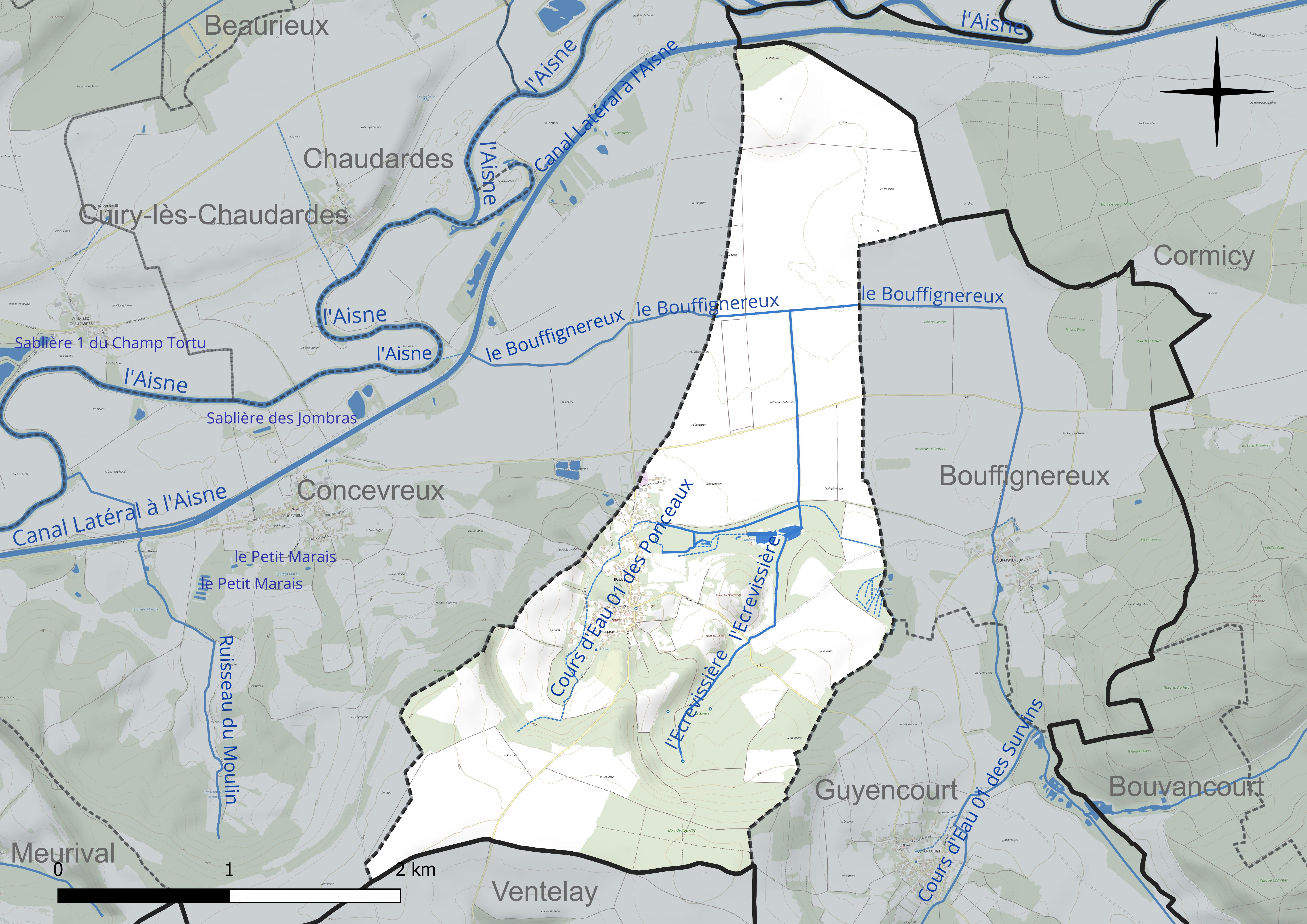
Réseau hydrographique de Roucy.

#### Gestion et qualité des eaux
Le territoire communal est couvert par le schéma d'aménagement et de gestion des eaux (SAGE) « Aisne Vesle Suippe ». Ce document de planification, dont le territoire s'étend sur 3 096 km2 répartis sur trois départements (Aisne, Marne et Ardennes) et deux régions (Champagne-Ardenne et Picardie), a été approuvé le 16 décembre 2013. La structure porteuse de l'élaboration et de la mise en œuvre est le Syndicat d'aménagement des bassins Aisne Vesle Suippe (SIABAVES).
La qualité des cours d'eau peut être consultée sur un site spécial géré par les agences de l'eau et l'Agence française pour la biodiversité.

### Climat
Pour des articles plus généraux, voir Climat des Hauts-de-France et Climat de l'Aisne.
En 2010, le climat de la commune est de type climat océanique dégradé des plaines du Centre et du Nord, selon une étude du CNRS s'appuyant sur une série de données couvrant la période 1971-2000. En 2020, Météo-France publie une typologie des climats de la France métropolitaine dans laquelle la commune est exposée à un climat océanique altéré et est dans la région climatique Nord-est du bassin Parisien, caractérisée par un ensoleillement médiocre, une pluviométrie moyenne régulièrement répartie au cours de l'année et un hiver froid (3 °C).
Pour la période 1971-2000, la température annuelle moyenne est de 10,5 °C, avec une amplitude thermique annuelle de 15,4 °C. Le cumul annuel moyen de précipitations est de 780 mm, avec 11,8 jours de précipitations en janvier et 7,7 jours en juillet. Pour la période 1991-2020, la température moyenne annuelle observée sur la station météorologique la plus proche, située sur la commune de Martigny-Courpierre à 16 km à vol d'oiseau, est de 10,7 °C et le cumul annuel moyen de précipitations est de 734,4 mm,. Pour l'avenir, les paramètres climatiques de la commune estimés pour 2050 selon différents scénarios d'émission de gaz à effet de serre sont consultables sur un site spécial publié par Météo-France en novembre 2022.

## Urbanisme

### Typologie
Au 1er janvier 2024, Roucy est catégorisée commune rurale à habitat dispersé, selon la nouvelle grille communale de densité à 7 niveaux définie par l'Insee en 2022.
Elle est située hors unité urbaine. Par ailleurs la commune fait partie de l'aire d'attraction de Reims, dont elle est une commune de la couronne,. Cette aire, qui regroupe 294 communes, est catégorisée dans les aires de 200 000 à moins de 700 000 habitants,.

### Occupation des sols
L'occupation des sols de la commune, telle qu'elle ressort de la base de données européenne d'occupation biophysique des sols Corine Land Cover (CLC), est marquée par l'importance des territoires agricoles (67 % en 2018), une proportion identique à celle de 1990 (67 %). La répartition détaillée en 2018 est la suivante : 
terres arables (62,5 %), forêts (29,2 %), prairies (4,6 %), zones urbanisées (3,8 %).
L'évolution de l'occupation des sols de la commune et de ses infrastructures peut être observée sur les différentes représentations cartographiques du territoire : la carte de Cassini (XVIIIe siècle), la carte d'état-major (1820-1866) et les cartes ou photos aériennes de l'IGN pour la période actuelle (1950 à aujourd'hui).

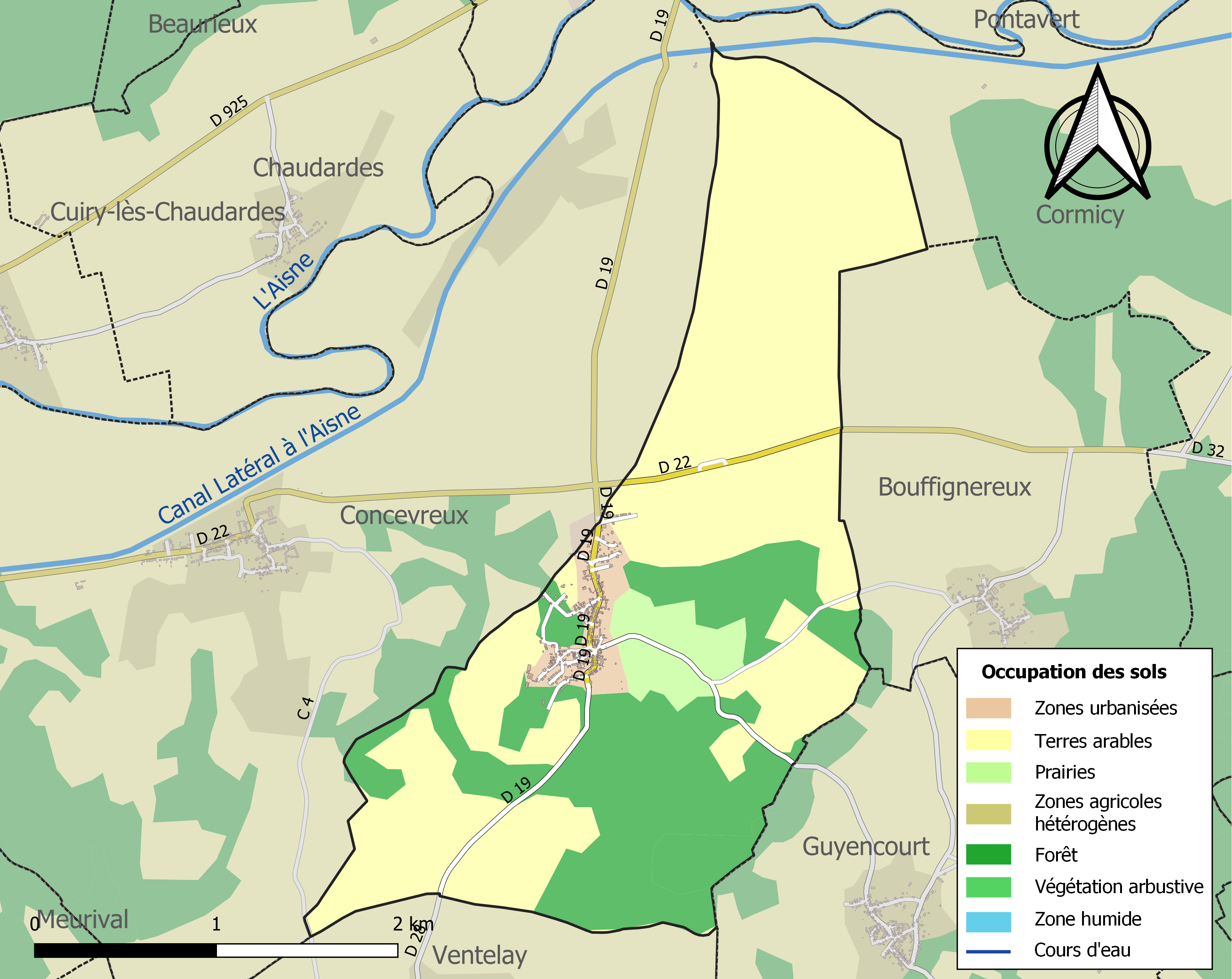
Carte de l'occupation des sols de la commune en 2018 (CLC).

## Toponymie
Depuis le XIIe siècle, l'orthographe du nom varie : Rosci, Ruci, Rusci, Roussi, Rouci, Roussy et Roucy, selon les époques et les sources. Les premières mentions du village remontent au VIIe siècle.

## Histoire
La commune a compté un chapitre de chanoines, remplacé en 1114 par un prieuré placé sous le vocable de Saint-Nicolas, et dépendant de l'Abbaye de Marmoutier.
La butte qui surplombe la vallée de l'Aisne a toujours été une place forte, possession des comtes de Roucy, le dernier château qui était la possession des Imécourt a disparu après la Grande Guerre, la comtesse a vendu la bibliothèque, puis les boiseries avant que le château ne serve de carrière de pierres pour la reconstruction de Reims dans les années 1920/1930.

## Politique et administration
| Période                                  | Période                    | Identité        | Étiquette | Qualité                                                          |
| ---------------------------------------- | -------------------------- | --------------- | --------- | ---------------------------------------------------------------- |
| Les données manquantes sont à compléter. |                            |                 |           |                                                                  |
| 1980                                     | 2008                       | Daniel Charles  | PS        | Attaché commercial, suppléant du député René Dosière (1997-2002) |
| 2008                                     | 2011                       | Pascale Garcia  |           | chargée de mission au conseil régional Démissionnaire            |
| 2011                                     | mai 2020                   | Christelle Cas  | PS        | Réélue pour le mandat 2014-2020                                  |
| mai 2020                                 | En cours (au 20 juin 2020) | Évelyne Bernard |           |                                                                  |

Louis Émile Fovet (1823 Cerny-en-Laonnois - 12 janvier 1873) fut maire de Roucy et président de la Chambre des notaires de l'arrondissement de Laon, membre du Conseil d'arrondissement, et suppléant de la justice de paix de Neufchâtel-sur-Aisne.

## Démographie
L'évolution du nombre d'habitants est connue à travers les recensements de la population effectués dans la commune depuis 1793. Pour les communes de moins de 10 000 habitants, une enquête de recensement portant sur toute la population est réalisée tous les cinq ans, les populations de référence des années intermédiaires étant quant à elles estimées par interpolation ou extrapolation. Pour la commune, le premier recensement exhaustif entrant dans le cadre du nouveau dispositif a été réalisé en 2007.

En 2022, la commune comptait 375 habitants, en évolution de −3,35 % par rapport à 2016 (Aisne : −1,97 %, France hors Mayotte : +2,11 %).
| 1793 | 1800 | 1806 | 1821 | 1831 | 1836 | 1841 | 1846 | 1851 |
| ---- | ---- | ---- | ---- | ---- | ---- | ---- | ---- | ---- |
| 724  | 704  | 763  | 726  | 706  | 715  | 717  | 727  | 722  |

| 1856 | 1861 | 1866 | 1872 | 1876 | 1881 | 1886 | 1891 | 1896 |
| ---- | ---- | ---- | ---- | ---- | ---- | ---- | ---- | ---- |
| 702  | 700  | 701  | 638  | 613  | 553  | 568  | 572  | 555  |

| 1901 | 1906 | 1911 | 1921 | 1926 | 1931 | 1936 | 1946 | 1954 |
| ---- | ---- | ---- | ---- | ---- | ---- | ---- | ---- | ---- |
| 529  | 506  | 465  | 275  | 333  | 306  | 319  | 287  | 332  |

| 1962 | 1968 | 1975 | 1982 | 1990 | 1999 | 2006 | 2007 | 2012 |
| ---- | ---- | ---- | ---- | ---- | ---- | ---- | ---- | ---- |
| 253  | 223  | 249  | 293  | 281  | 329  | 391  | 400  | 390  |

| 2017 | 2022 | - | - | - | - | - | - | - |
| ---- | ---- | - | - | - | - | - | - | - |
| 394  | 375  | - | - | - | - | - | - | - |

## Culture locale et patrimoine

### Lieux et monuments

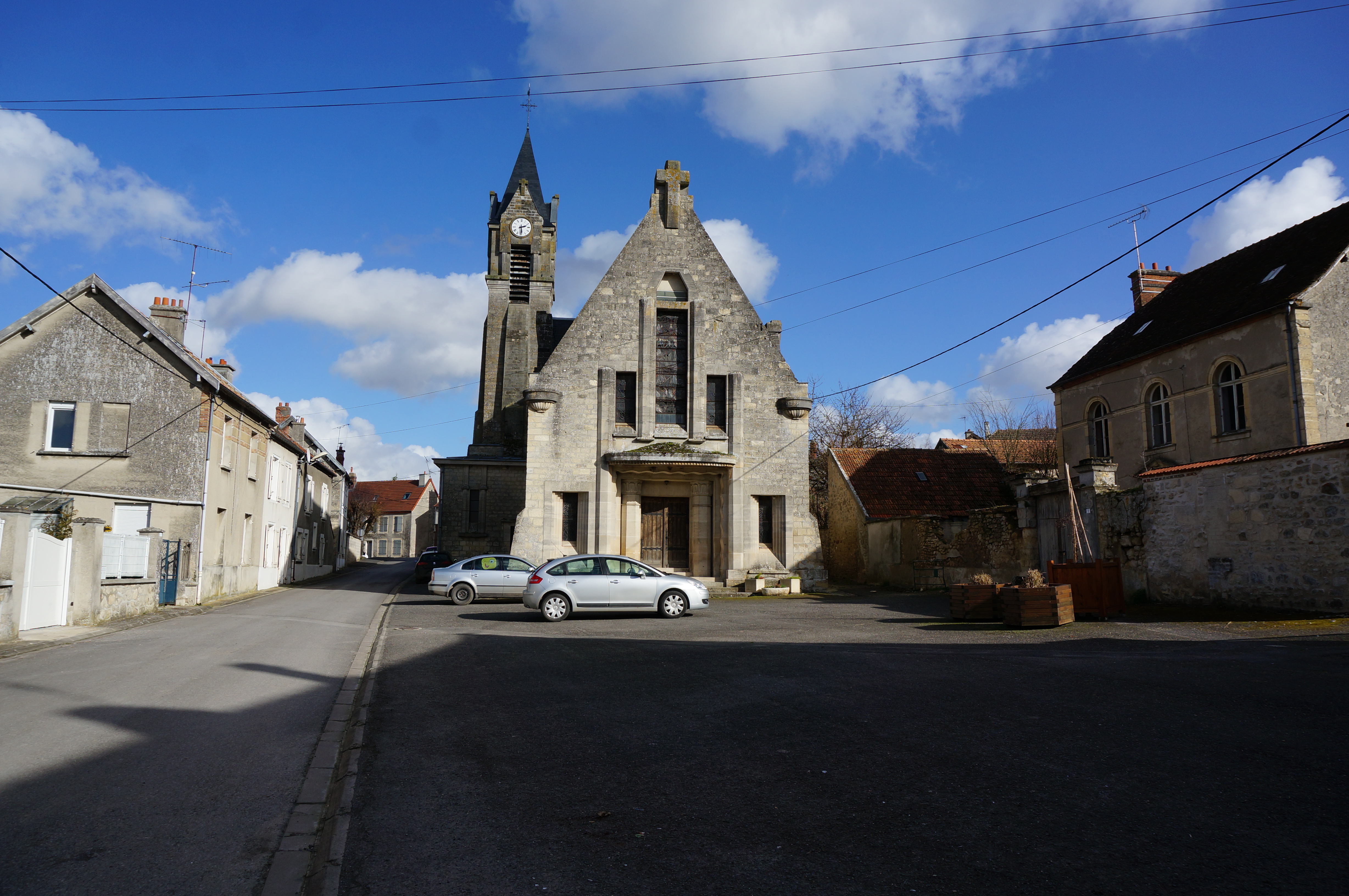
La nouvelle église.
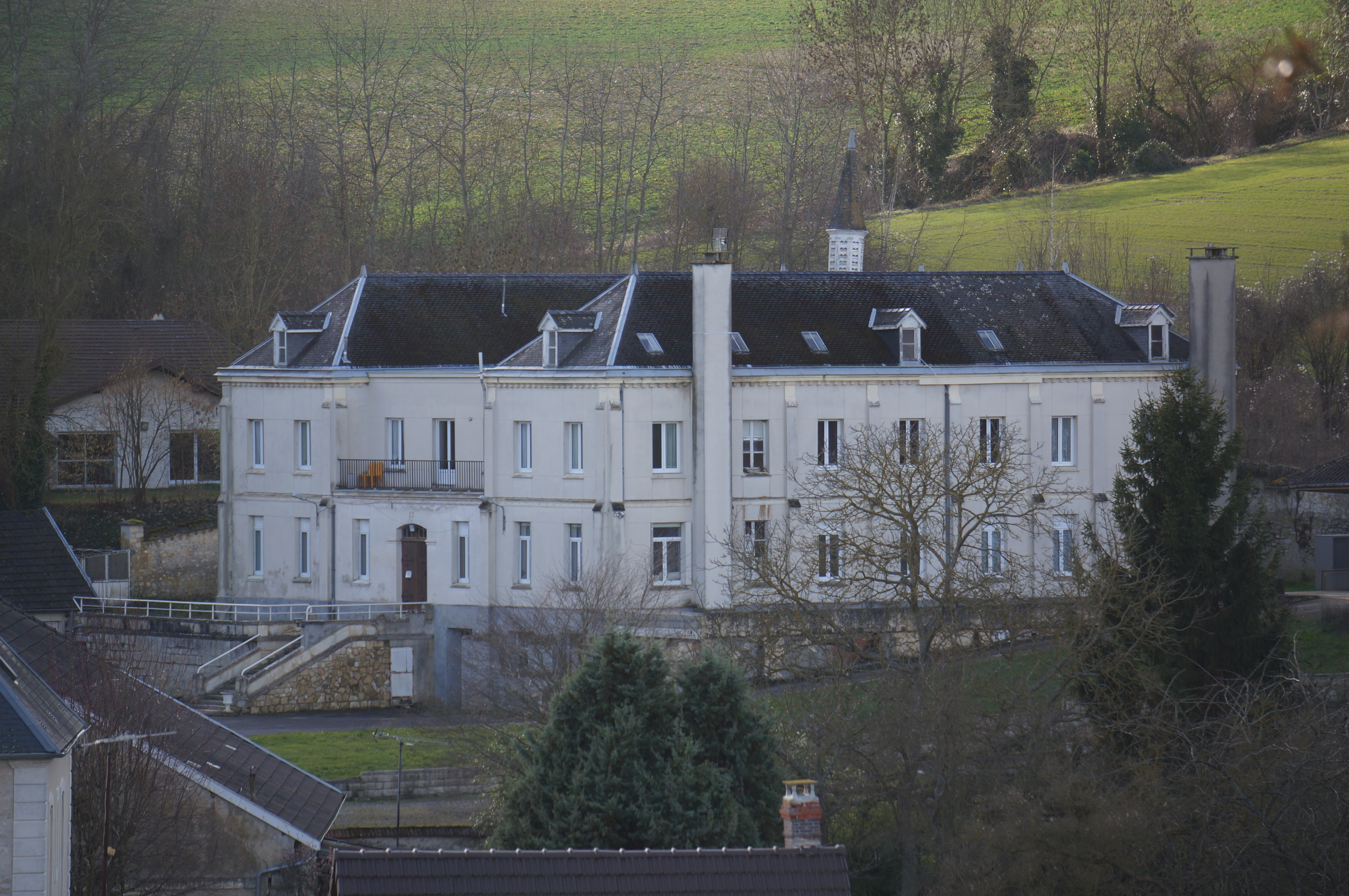
L'ancien hospice d'Imécourt.
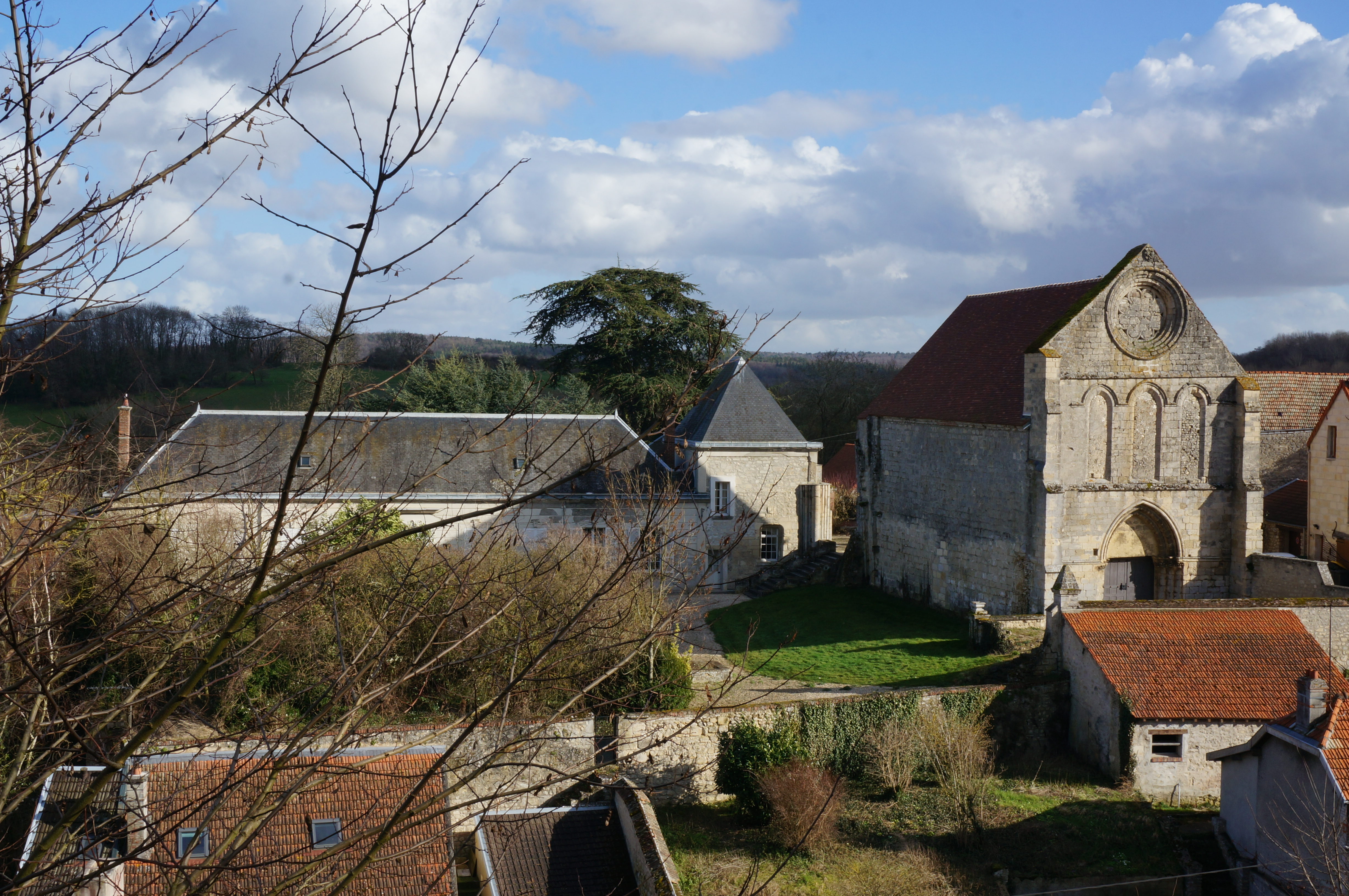
Le prieuré de Roucy[25].
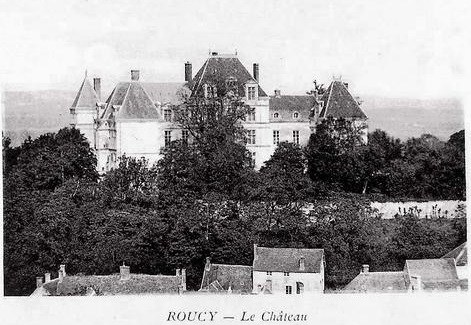
L'ancien château.

Une petite cascade, du ruisseau Roucy au fond du vallon et passe devant l'ancien hospice d'Imécourt puis entre l'église Saint-Rémi reconstruite après la Première Guerre mondiale et la motte féodale de l'ancien château. Le prieuré de Roucy, inscrit aux Monuments historiques.

### Personnalités liées à la commune
- Alors qu'il était persécuté par l'archevêque Manassés de Reims, Bruno le Chartreux fut accueilli par Ebles II de Roucy entre 1077 et 1080.
- Armand Joseph de Béthune, comte de Roucy en philanthrope fit bâtir une école établir sage-femme et médecin, améliorer route et agriculture.
- Marc-Antoine Lemoyne (1741-1817), général des armées de la République y est né.
- Charles Gédéon Théodore de Wassinhac ; Charles Louis Xavier Wassinhac comte d'Imécourt et de Roucy, maire de Roucy et conseiller général de l'Aisne.  Et son épouse Marguerite Louise Joséphine de Galliffet (1826-1890) qui a fait construire l'hospice d'Imécourt et repose avec sa famille dans le caveau de la chapelle de l'hospice[26].
- Yves Gibeau y réside de 1981 à sa mort.
- Gérard Rondeau[pourquoi ?].

### Héraldique
| Blason de Roucy | Blason  | De gueules à la cotice en barre d'argent chargée de dix fleurs de lys de sable posées dans le sens de la bande, accompagnée en chef d'un chou d'or et en pointe d'un lion d'argent. Ornements extérieursCroix de guerre 1914-1918 |
| Blason de Roucy | Détails | Le chou est le symbole d'Hugues Cholet, comte de Roucy au début du XIIe siècle. Un cholet étant à l'époque un petit chou ou un chou sauvage. Blason officiel.                                                                     |